# Textos budistas de Gandhara

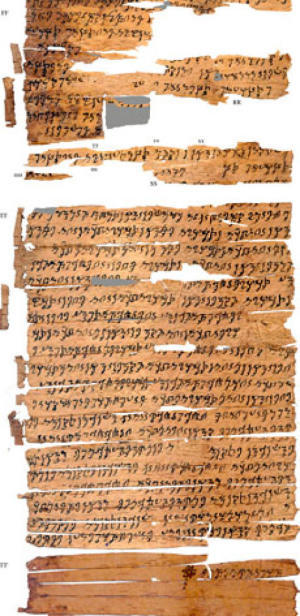
Reconstrucción de los textos budistas de Gandhara

Los Textos Budistas de Gandhara son los manuscritos budistas más antiguos que han llegado hasta nuestros días, escritos entre los siglos I antes de Cristo y el III después de Cristo y encontrados cerca de Hadda próxima a Jalalabad en el este de Afganistán. Actualmente se conservan en la Biblioteca Británica. Fueron escritos en caracteres karosti, en idioma gandjari y en 27 rollos de corteza de abedul.